# Ивано-Франковск (станция)
Ивано-Франковск (укр. Івано-Франківськ) — железнодорожная станция, расположенная в городе Ивано-Франковск (Украина) по Привокзальной ул., 3.

## История

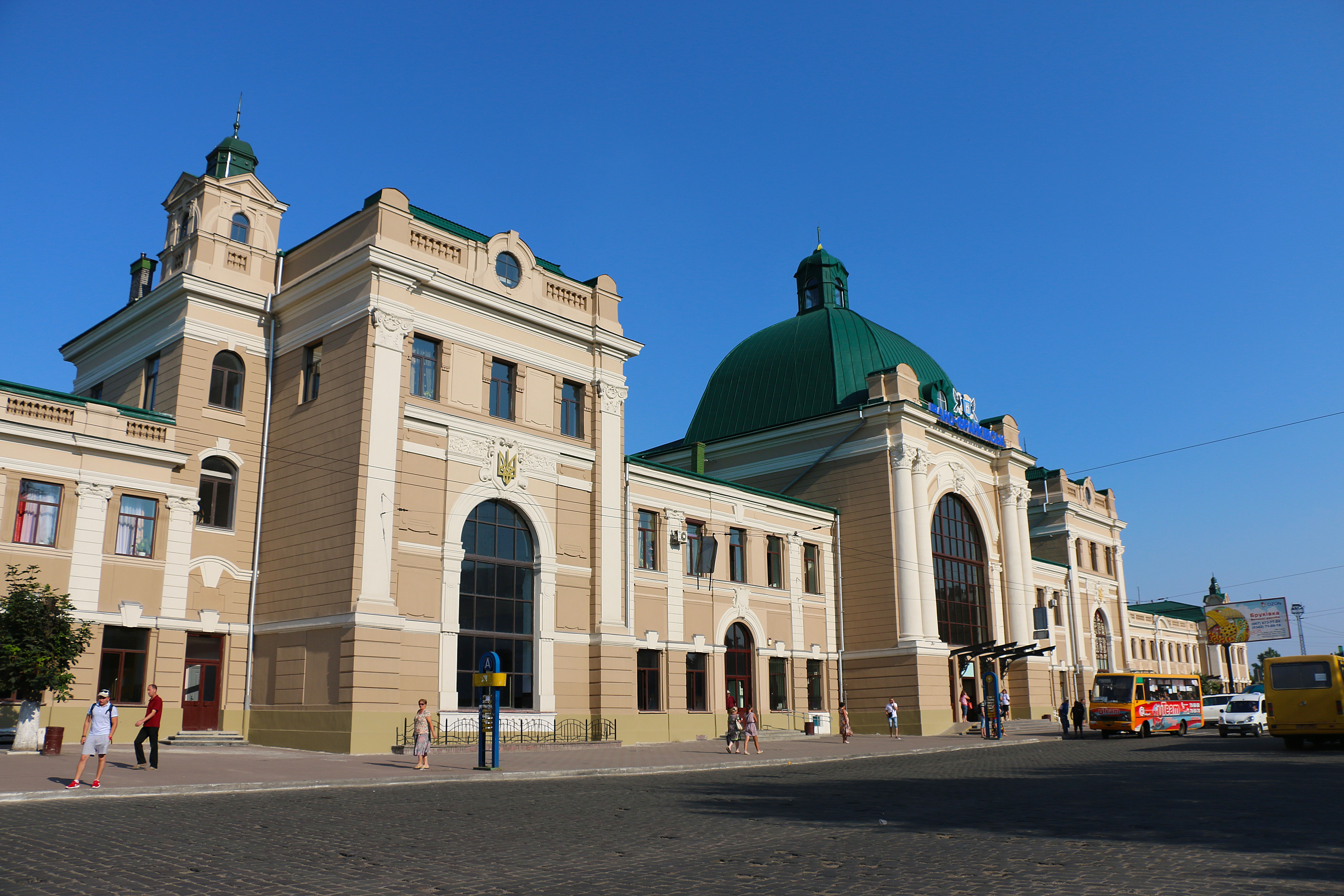
Главный фасад

Железнодорожный вокзал был построен в городе Станиславе (бывшее название Ивано-Франковска) в 1866 году. Эта дата зафиксирована на металлических столбах на перроне станции. Прошло ещё 3 года и первый поезд прошёл через Харьков, а ещё через год железнодорожным узлом стал сам Киев (на тот момент губернский город).
Вокзал вошёл в историю электрификации города как первое сооружение, которое было освещено электрической лампой. Работы проводила компания «Сименс и Гальске», первые лампы загорелись 13 января 1897 года.

## Дальнее сообщение
По состоянию на 2020 год вокзал отправляет и принимает поезда следующих направлений:
| № поезда                  | Маршрут следования               | № поезда                  | Маршрут следования               |
| ------------------------- | -------------------------------- | ------------------------- | -------------------------------- |
| 001 Ночной экспресс       | Ивано-Франковск — Константиновка | 002 Ночной экспресс       | Константиновка — Ивано-Франковск |
| 007 Ночной экспресс       | Киев — Черновцы/Ивано-Франковск  | 008 Ночной экспресс       | Черновцы/Ивано-Франковск — Киев  |
| 015 «Владислав Зубенко»   | Харьков — Рахов                  | 016 «Владислав Зубенко»   | Рахов — Харьков                  |
| 026                       | Одесса — Рахов                   | 026                       | Рахов — Одесса                   |
| 043 «Прикарпатье»         | Киев — Ивано-Франковск           | 043 «Прикарпатье»         | Ивано-Франковск — Киев           |
| 133                       | Рахов/Ивано-Франковск — Николаев | 134                       | Николаев — Ивано-Франковск/Рахов |
| 135*                      | Черновцы — Белгород-Днестровский | 136*                      | Белгород-Днестровский — Черновцы |
| 143 «Галичина»            | Киев — Ивано-Франковск/Ворохта   | 144 «Галичина»            | Ворохта — Киев                   |
| 149                       | Полтава/Кременчуг — Ворохта      | 150                       | Ворохта — Полтава/Кременчуг      |
| 231*                      | Ивано-Франковск — Геническ       | 232*                      | Геническ — Ивано-Франковск       |
| 233*                      | Ивано-Франковск — Кривой Рог     | 234*                      | Кривой Рог — Ивано-Франковск     |
| 243*                      | Ивано-Франковск — Бердянск/Днепр | 244*                      | Днепр/Бердянск — Ивано-Франковск |
| 289*                      | Черновцы — Одесса                | 290*                      | Одесса — Черновцы                |
| 606                       | Львов — Рахов                    | 606                       | Рахов — Львов                    |
| 667                       | Черновцы — Ковель                | 668                       | Ковель — Черновцы                |
| 702 Региональный экспресс | Львов — Черновцы                 | 702 Региональный экспресс | Черновцы — Львов                 |
| 749 Интерсити             | Ивано-Франковск — Киев           | 750 Интерсити             | Киев — Ивано-Франковск           |

Звёздочкой отмечены поезда, курсирующие только в летний период.